# Tilia platyphyllos
Tilia platyphyllos, tilo de hoja ancha, tilo común o tilo de hoja grande, es una especie arbórea perteneciente a la familia de las Malvaceae, muy habitual en los bosques de Europa. Se distingue fácilmente del tilo de hoja estrecha o silvestre, Tilia cordata.

## Descripción
Árbol caducifolio de copa de forma piramidal, con tronco de corteza gris, agrietada longitudinalmente, y que puede alcanzar gran altura (unos 30 m). Ramas y yemas de color rojo bermellón. Hojas de seis a doce centímetros de longitud, de forma orbicular-ovada, dentada y punteadas, haz verde botella y parte del envés algo difuminado, rematan en un largo y evidente pico. Pequeñas flores de cinco pétalos blancas o amarillentas muy olorosas. Se reúnen en ramilletes de entre dos y siete cogidos por un largo rabillo que cuelga de una hojuela en forma de lengüeta. Esta hojuela (bráctea) es muy llamativa y característica, un tanto correosa y de color verde pálido. Fruto ovalado, muy peloso y con cinco costillas que resaltan, al menos cuando maduro. Contiene de una a dos semillas. Madura al término del verano o en otoño. La corteza es grisácea, lisa en ejemplares jóvenes y resquebrajada a lo largo en los más añosos. Ramillas de color pardo rojizo o verdosas, al principio y pelosillas. Florece a final de primavera y en verano.

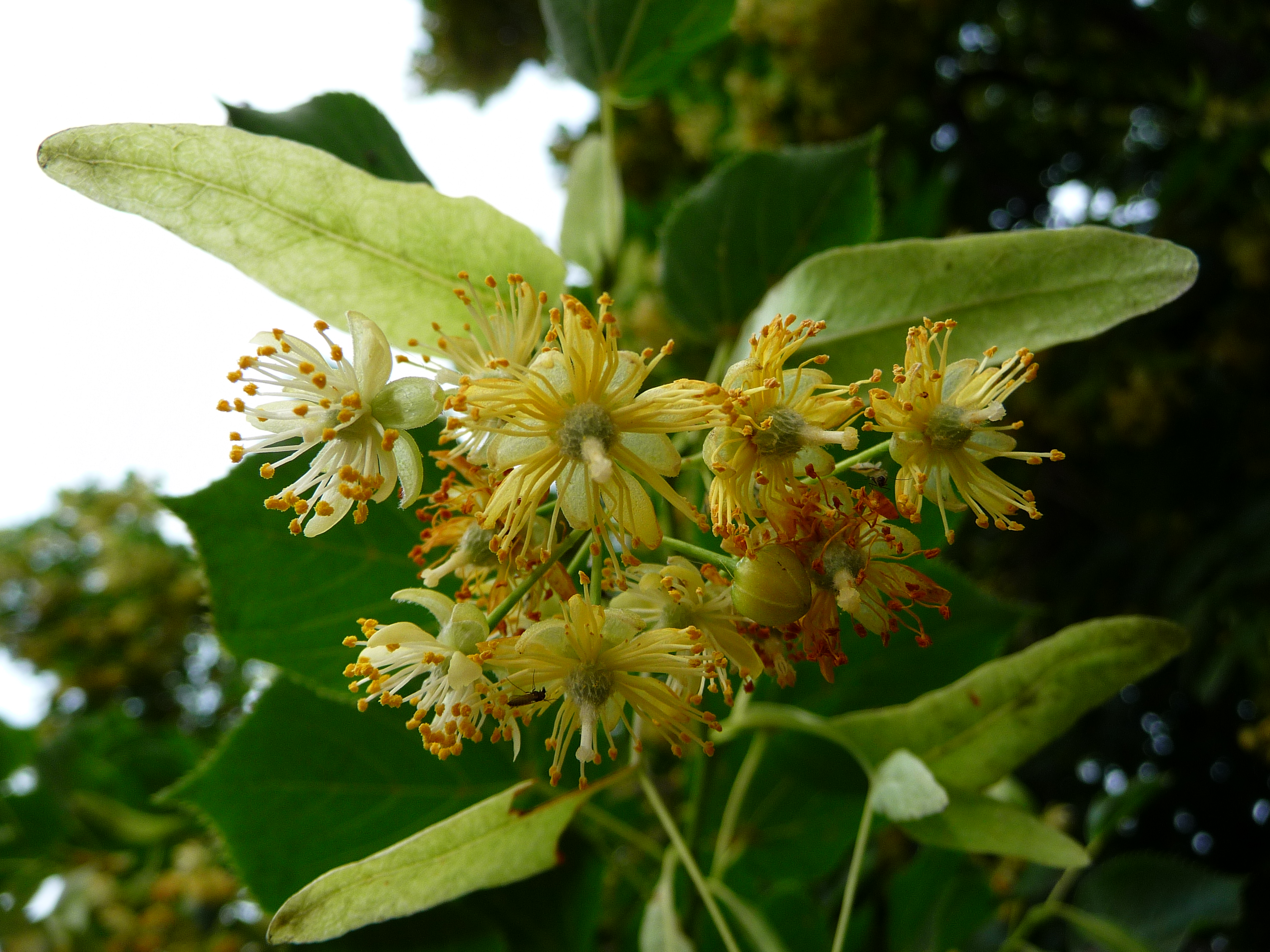
Las flores son muy pequeñas pero muy olorosas

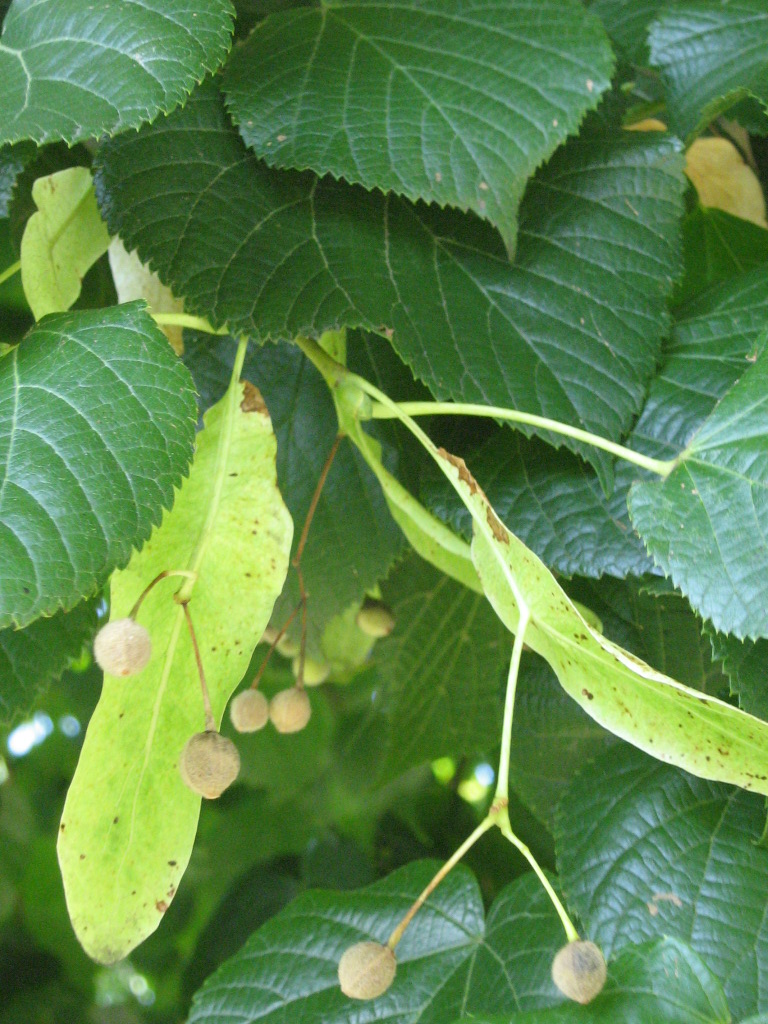
Hojas y frutos de T. platyphyllos

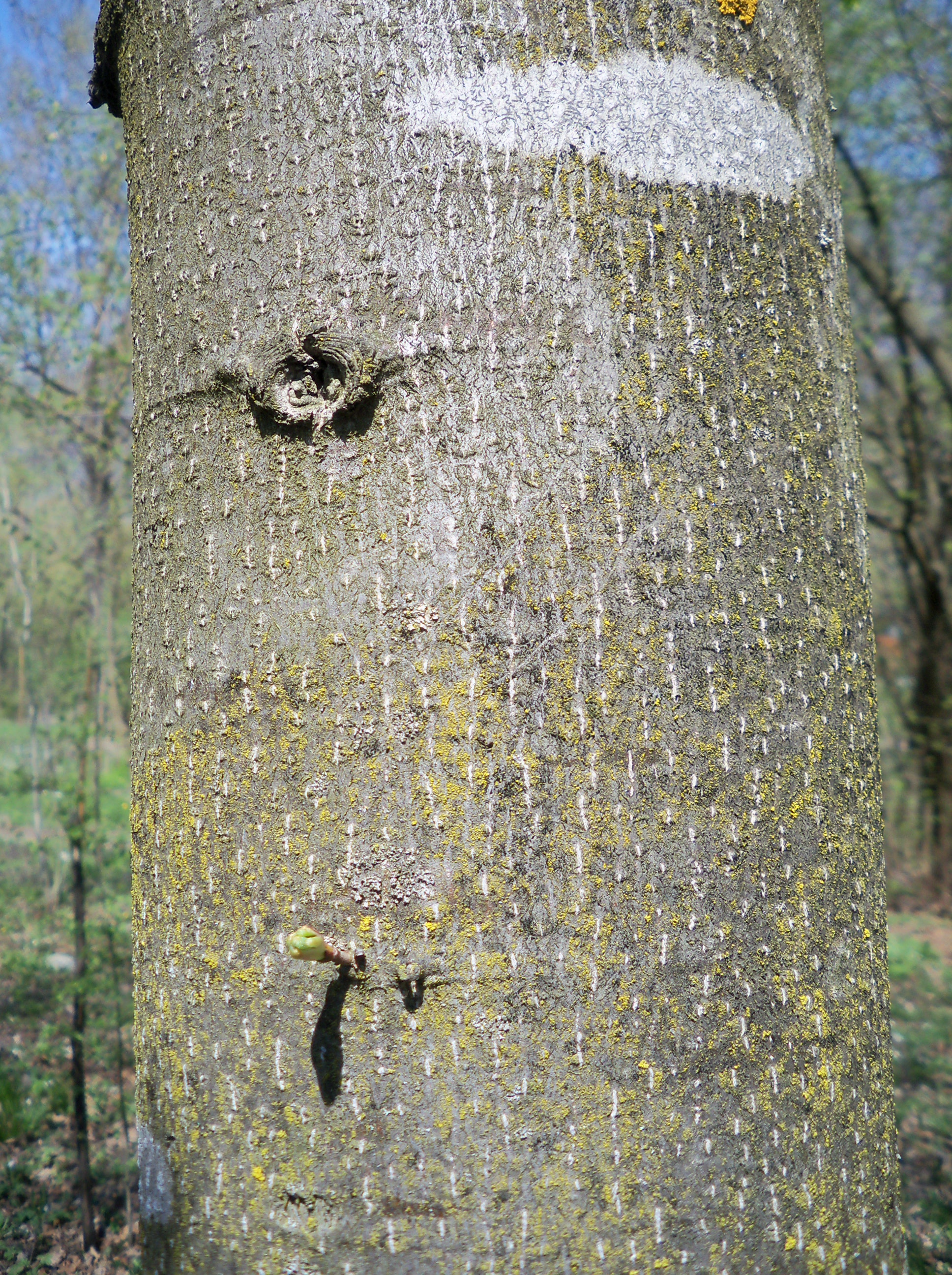
Corteza juvenil de T. platyphyllos

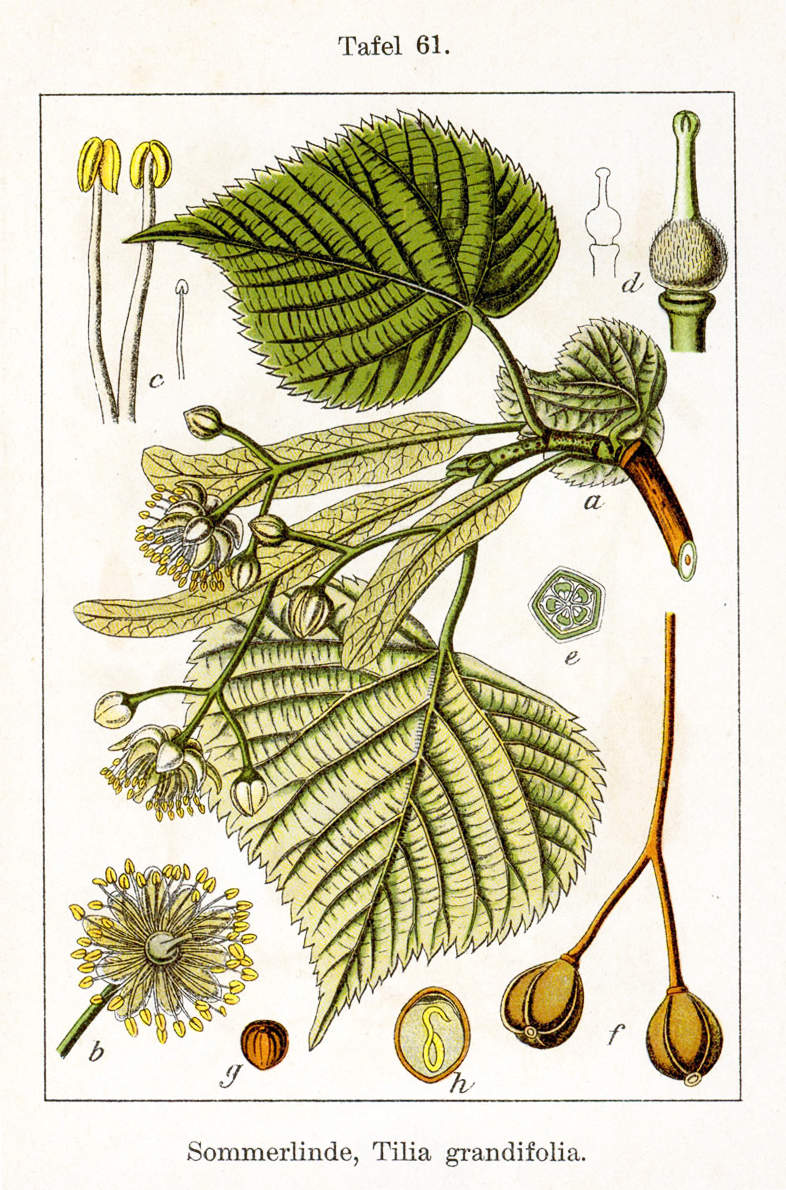
Ilustración

## Hábitat
Especie bastante exigente en humedad, puede habitar en suelos calizos o silíceos. Llega a formar rodales monoespecíficos. Bosques mixtos de laderas rocosas, hoces, barrancos. Crece salpicado en los bosques caducifolios donde suele aparecer en compañía de quejigos, pinos, avellanos, hayas, arces, serbales y fresnos.

## Distribución
Extendido por gran parte de Europa, especialmente por el centro y sur, que alcanza hasta el oeste de Asia. En España se distribuye por los sistemas pirenaico, cantábrico e ibérico.

## Simbología
Véase simbología del tilo

## Composición química
Principalmente se utilizan las flores y las brácteas secas, pero también se recolectan las hojas, la corteza y la albura que es la parte blanca de debajo de la corteza del árbol.
- Flavonoides: heterósidos del quercetol y del kaempferol, que se encuentran en las inflorescencias
- Ácidos fenilcarboxílicos
- Mucílagos
- Aceites esenciales: Alcanos, farnestol
- Taninos , sales de magnesio y aminoácidos, pero en menor cantidad

## Acciones farmacológicas
Los flavonoides tienen un efecto ansiolítico, sedante y diurético suave. Los aceites esenciales tienen una acción sedante y antiespasmódica (utilizados por los dolores menstruales). Los mucílagos son demulcentes sobre las mucosas digestivas y respiratorias. Se ha comprobado que los extractos de las flores tienen actividad antifúngica.
Los componentes de la albura tienen propiedades como reductores de la viscosidad sanguínea, provocan las acciones espasmódicas del tracto digestivo y permiten la relajación del esfínter de Oddi.
Además la tila es un buen diaforética, que provoca un aumento de sudoración y hace disminuir la temperatura corporal.

## Usos medicinales
Es apropiado utilizar la tila contra la ansiedad, el insomnio, resfriados, síndromes gripales, tos irritante, asma, indigestiones, migrañas por disfunción hepatobiliar, espasmos gastrointestinales, gastritis ...
La manera más común de consumir Tilia platyphyllos es haciendo infusiones de sus inflorescencias o de la albura, pero también se utilizan los extractos de las flores para fabricar champús o geles. La albura se utiliza para formar cápsulas y poder tomarlas como pastillas.
Tienen otras aplicaciones aparte de las medicinales. Se utilizan como árboles decorativos porque proporcionan mucha sombra, se aprovecha su madera que pesa poco y permite trabajar bien y las hojas frescas se consumen en ensaladas.

## Como tomarse una tila
Las bolsitas o en su defecto la tila en hierba debería de ser de unos 3 gr de inflorescencias por taza agua hervida, dejándolo diez minutos; se pueden tomar hasta un litro diario. Por ejemplo 1 taza después de las comidas y 1 antes de acostarse. De esta manera también mejoramos el descanso aparte de las digestiones. La tila también se puede añadir al agua de baño.[cita requerida]

## Taxonomía
Tilia platyphyllos fue descrita por Giovanni Antonio Scopoli  y publicado en Kew Bulletin 26: 328. 1972.
Citología
- Tiene un número de cromosomas de 2n=82[5]

Etimología
Titlia: nombre genérico que deriva del griego antiguo ptilon (= ala), por la característica de las brácteas foliáceas que facilita propagación por el viento de las semillas.
platyphyllos: epíteto latíno que significa «con hojas anchas»
Sinonimia
- Tilia officinarum Crantz
- Tilia platyphyllos subsp. platyphyllos Scop.
- Tilia platyphyllos var. grandibracteata Sennen
- Tilia platyphyllos var. longepedunculata Sennen
- Tilia valdepubens Sennen

## Nombres vulgares
Teja, teja blanca, tejo blanco, tellón, texa, tey, tilar, tilero, tillera, tilo.